# 13766 Бонем
13766 Бонем (13766 Bonham) — астероїд головного поясу, відкритий 26 вересня 1998 року.
Тіссеранів параметр щодо Юпітера — 3,581.